# Гонзалес (Луизијана)
Гонзалес (енгл. Gonzales) град је у америчкој савезној држави Луизијана.

## Демографија
По попису из 2010. године број становника је 9.781, што је 1.625 (19,9%) становника више него 2000. године.
| Група             | 2000.         | 2010.         |
| Белци             | 5.210 (63,9%) | 4.420 (45,2%) |
| Афроамериканци    | 2.549 (31,3%) | 4.324 (44,2%) |
| Азијати           | 50 (0,6%)     | 110 (1,1%)    |
| Хиспаноамериканци | 295 (3,6%)    | 824 (8,4%)    |
| Укупно            | 8.156         | 9.781         |